# Mount Rees (Royal Society Range)
Mount Rees ist ein 2314 m hoher Berg im ostantarktischen Viktorialand. Er ragt in der Royal Society Range 6 km südsüdwestlich des Mount Talmadge aus den Kliffs an der Westflanke des Koettlitz-Firnfelds auf.
Das Advisory Committee on Antarctic Names benannte den Berg 1994 nach der US-amerikanischen Geologin Margaret N. Rees von der University of Nevada, Las Vegas, die zwischen 1984 und 1996 an mehreren Feldforschungskapagnen im Transantarktischen Gebirge einschließlich des Gebiets um den Skelton-Gletscher teilnahm.